# Рудодимо
Рудодимо (бел. Рудодзіма) — деревня в Мстиславском районе Могилёвской области Белоруссии. Входит в состав Ракшинского сельсовета.

## География
Деревня находится в северо-восточной части Могилёвской области, в пределах Оршанско-Могилёвской равнины, к северу от автодороги Р96, к западу от железнодорожной линии Орша — Унеча Белорусской железной дороги, на расстоянии примерно 23 километров (по прямой) к западу от Мстиславля, административного центра района. Абсолютная высота — 213 метров над уровнем моря.

## История
Согласно «Списку населенных мест Могилёвской губернии» 1910 года издания населённый пункт являлся центром Рудодимского сельского общества Долговичской волости Чериковского уезда Могилёвской губернии. Имелся 21 двор и проживало 104 человека (63 мужчины и 41 женщина).

## Население
По данным переписи 2009 года, в деревне проживало 2 человека.